# Antonio Coquinati
Antonio Coquinati (1711 – 1733) è stato un pittore italiano.
Nacque nel 1711 e lavorò principalmente a Venezia e Vicenza, nella prima metà del XVII.
Ferreto de' Ferreti gli dedicò una lettera; è inoltre citato in alcuni scritti tedeschi come "Geschichte Der Zeichnenden Künste Von Ihrer Wiederauflebung Bis..." del 1801.